# Сив човек от Бен Макдуй
Сивият човек от Бен Макдуй, още известен като Феар Лиат, е криптид в шотландския фолклор.
Представлява същество, подобно на Йети и според местните обитава планината Бен Макдуй.

## Наблюдения
През 1923 г. катерачът Джон Норман Коли разказва страшна история за това, което му се било случило, докато вървял нагоре към върха в планината:
| „ | Чувах шум зад гърба си сякаш някой ходеше зад мен. Освен шума на моите стъпки се чуваха и други по тромави. Когато се обърнах видях в мъглата силует три пъти по висок от мен. Уплаших се и побягнах като се спъвах в камъните, но въпреки това не спрях в продължение на пет мили. | “ |

Други катерачи също разказват, че изпитвали чувство на страх и паника, докато изкачвали Бен Макдуй.

## Теории
Според Списък на криптозоолозитете това същество може да бъде причислено към криптидите и е вероятно да е вид примат.
Други смятат, че Сивият човек не е реално същество, а някакъв вид енергия, която човек усеща като присъствие горе в планината. Любителите на паранормалното смятат, че става дума за дух, който броди в Бен Макдуй.